# Clemente César
Clemente César (Montevideo, 22 de noviembre de 1812 - 16 de septiembre de 1861), arquitecto uruguayo.

## Biografía
Se graduó como arquitecto en París, gracias a una beca del gobierno de su país. Intervino en las obras para la construcción del Teatro Solís, modificando el proyecto original de Carlos Zucchi  de 1837 y posterior de Francisco Javier de Garmendia de 1842, al que agregó el pórtico que hoy existe. Fue también Jefe Político y de Policía de Montevideo del 21 de enero al 17 de marzo de 1856.